# محمد فتوح أحمد

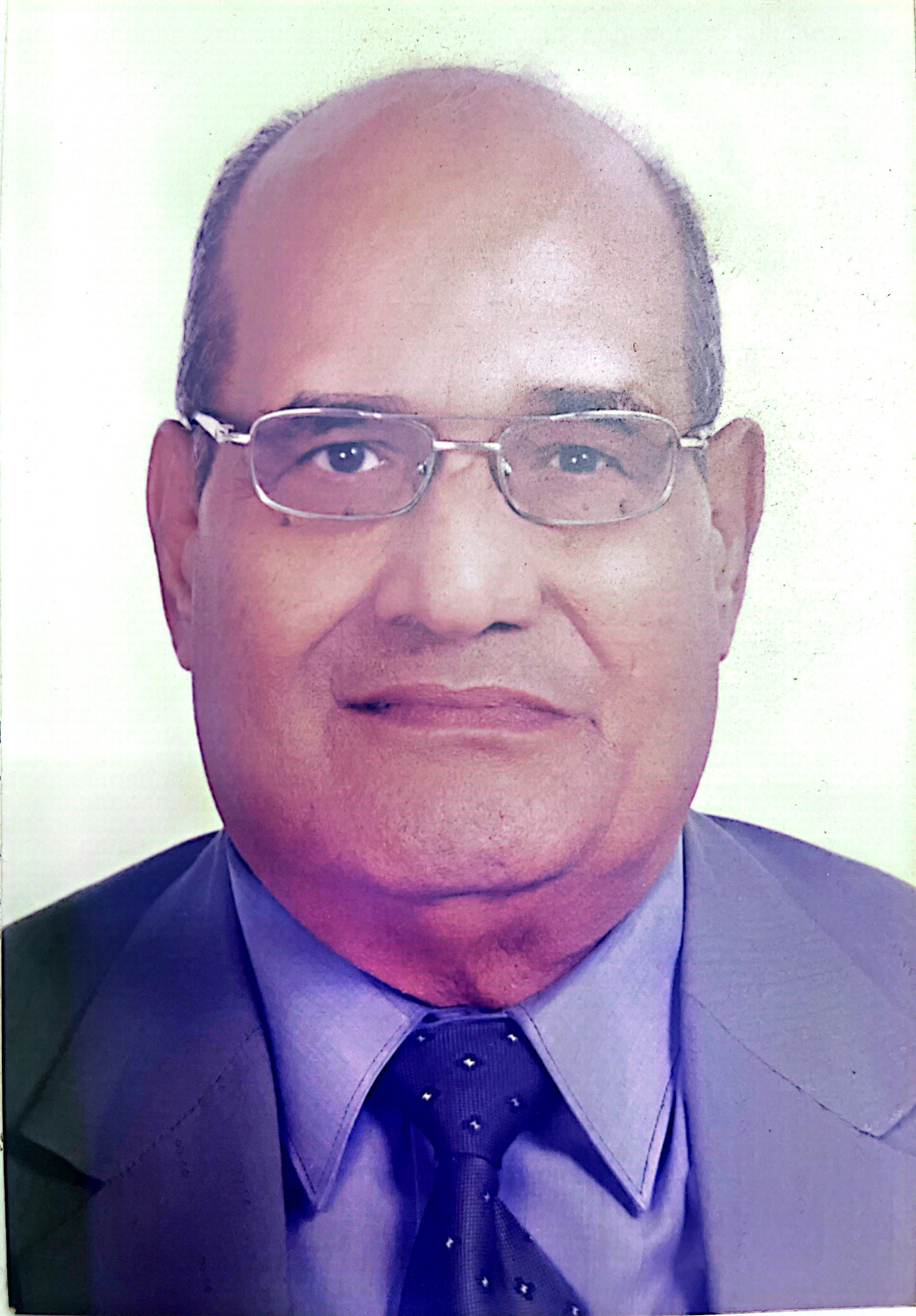

محمد فتوح أحمد (ولد في 8 أبريل 1937 بمحافظة الشرقية، مصر – توفي في 10 مايو 2024 بالقاهرة)، هو أكاديمي وناقد أدبي مصري، وأستاذ الدراسات الأدبية بكلية دار العلوم – جامعة القاهرة، وعضو مجمع اللغة العربية بالقاهرة.
يُعد من أبرز المتخصصين في النقد الأدبي والمذاهب الأدبية في العالم العربي، وله تأثير أكاديمي واسع من خلال كتبه وأبحاثه وإشرافه العلمي على أجيال من الباحثين.

## النشأة والتعليم
حصل على درجة الدكتوراه من جامعة موسكو عام 1973، وكانت أطروحته بعنوان الاتجاهات الواقعية في الأدب المسرحي العربي في مصر. كما حصل على الماجستير من جامعة القاهرة بعنوان الرمزية في الشعر العربي المعاصر. يجيد اللغة العربية والإنجليزية والروسية والفرنسية.

## المسيرة الأكاديمية
بدأ العمل في جامعة القاهرة عام 1962، وتدرج في المناصب حتى أصبح أستاذًا ورئيسًا لقسم الدراسات الأدبية بكلية دار العلوم. كما شغل منصب وكيل الكلية، وعمل أستاذًا ورئيسًا لقسم اللغة العربية بكلية الآداب بجامعة الكويت.

## الجوائز والتكريم
- جائزة مؤسسة البابطين للنقد الأدبي (1991).
- الجائزة الأولى في الشعر من المجلس الأعلى لرعاية الفنون والآداب (1964).
- رشحته جامعة القاهرة لجائزة الدولة التقديرية في مجال الآداب (2020).[4]

## الإنتاج العلمي

### الكتب
1- في المسرح المعاصر، مكتبة الشباب، القاهرة، 1976م.
2- الشعر الأموي، ط1، نشر مكتبة الشباب، القاهرة 1977م.
3- الرمز والرمزية في الشعر المعاصر، دار المعارف، القاهرة 1984م.
4- شعر المتنبي: قراءة أخرى، دار المعارف، 1983م.
5- النثر الكتابي في العصر الأموي، مكتبة الشباب، القاهرة 1984م.
6- واقع القصيدة العربية، دار المعارف، القاهرة 1984م.
7- تحليل النص الشعري: تقييم وتعليق وترجمة عن يوري لوتمان، دار المعارف، القاهرة.
8- قراءة حديثة في الشعر العباسي، دار الثقافة العربية، القاهرة 1989م.
9- نماذج من الأدب الجاهلي، دار الثقافة العربية، القاهرة 1990م.
10- الروافد المستطرقة من جدليات الإبداع والتلقي، مجلس النشر العلمي، جامعة الكويت، 1998م.
11- الإشراف علي المادة النقدية والشعرية في معجم الشعراء العرب المعاصرين.
12- الحداثة الشعرية، دار الهاني للطباعة والنشر، القاهرة 2002م.
13- جماليات الخطاب القصصي، دار الهاني للطباعة والنشر، القاهرة 2003م.
14- الحداثة الشعرية: الأصول والتجليات، دار غريب، القاهرة 2005م.
17- في الأدب المسرحي المعاصر، دار الهاني للطباعة والنشر، القاهرة 2001م.
18- النثر العربي الحديث، دار الهاني، القاهرة 2001م.
19-الشعر المصري في مئة عام، المجلس الأعلى للثقافة، القاهرة، 2007م.
20- جدليات النص الأدبي، دار غريب، القاهرة 2006م.
21- مفارقات الشعرية، دار غريب، القاهرة 2008م.
22- الأدب الإسلامي والأموي، مركز جامعة القاهرة للتعليم المفتوح (بالاشتراك) 2009م.
24- النثر الكتابي، دار غريب، القاهرة 2014م.
25- الشرق العربي في أدب تولستوي، دار غريب، القاهرة 2014م.
26- عن العربية وما إليها، المكتبة الأكاديمية، القاهرة 2018م.
27- الحداثة الأولى في شعرنا القديم، دار غريب، القاهرة 2020م.

### أبحاث علمية مختارة
نُشرت له أكثر من 40 دراسة نقدية وأكاديمية في مجلات مثل فصول، البيان، حولية دار العلوم، مجلة الثقافة، وغيرها. من أهم الدراسات والأبحاث:
- سعيد عقل - شمس الشعر لا تغيب. مجلة العربي أكتوبر 2018[5]

- رائد تاريخ أدبنا العربي. مجلة الهلال، عدد تذكاري 2017.
- توفيق الحكيم..أمير أدبنا المسرحي، مجلة الهلال يوليو 2017
- معارضات البارودي في ضوء الدراسات النقدية الحديثة - مؤتمر البارودي القاهرة 1992
- الدراسات العربية الحديثة في أوروبا -المؤتمر الدولي للأدب المقارن - القاهرة 1995
- ظاهرة الإيقاع في الخطاب الشعري - الكتاب التذكاري بمناسبة مئوية كلية دار العلوم
- منهج التحليل النصي للشعر - أعمال المؤتمر الدولي الأول للنقد الأدبي - القاهرة 1997
- اللغة الثالثة في الحوار المسرحي - أعمال مؤتمر توفيق الحكيم - المجلس الأعلى للثقافة - مصر 1998
- التعويض في عناصر الشعرية - مؤتمر ثقافة الاختلاف - الكويت 2002
- ثقافة الحداثة - مؤتمر النقد الأدبي -القاهرة- 2004
- شعرية المحاذاة والتجاوز - المجلس الأعلى للثقافة - مصر 2003
- رمزية الأشياء - المجلس الأعلى للثقافة - مصر 2005
- الشعر فن المبالغة - المجلس الأعلى للثقافة - مصر 2006
- شعرنا المعاصر - جدل القديم والجديد - المجلس الأعلى للثقافة - مصر 2007

## الإشراف والأنشطة العلمية
أشرف على أكثر من 20 رسالة ماجستير ودكتوراه في جامعات مصرية وعربية، وشارك في العديد من المؤتمرات داخل مصر وخارجها.
- الاشراف على المادة النقدية والشعرية في معجم الشعراء العرب المعاصرين.

## عضويات علمية
- عضو مجمع اللغة العربية – مصر.[6]
- عضو المجلس الأعلى للثقافة (لجنة الدراسات الأدبية – لجنة الشعر).
- عضو الجمعية المصرية للنقد الأدبي.
- عضو الجمعية المصرية للأدب المقارن.

## الوفاة
توفي الدكتور محمد في 10 مايو 2024 عن عمر ناهز 87 عام.

## أبرز الجوائز
- جائزة عبد العزيز سعود البابطين للإبداع الشعري#الدورة الثانية - القاهرة 17 أكتوبر 1991